# Olof Pedersson Humbla
Olof Pedersson Humbla, född 1572, död 24 maj 1621, var en svensk borgmästare och politiker.

## Biografi
Olof Humbla föddes 1572. Han var borgmästare i Stockholm. Humbla avled 1621.

### Familj
Humbla gifte sig andra gången 11 november 1610 med Anna Olofsdotter (död 1638), dotter till rådmannen Olof Holm den äldre och Nilsdotter. Anna Olofsdotter var änka efter Nils Kråka. Hon gifte sig tredje gången med borgmästaren Mattias Trost i Stockholm.